# ANSWER-イチバンタダシイコタエ-
『ANSWER -イチバンタダシイコタエ-』（アンサー いちばんただしいこたえ）は、SOPHIAの27枚目のシングル。

## 概要
- 2005年第1弾シングル。前作から8か月でのリリースとなった。
- 『僕はここにいる』以来の日本テレビのテレビ番組タイアップである。
- ジャケットは、外国人の女性が頭にクッションを乗せて綱渡りを行っている。
- 初回生産分のみ、カップリング曲の映像やメイキングを収録したスペシャルDVDのプレゼント応募のお知らせが封入された。

## 収録曲
- 全作詞:松岡充

1. ANSWER -イチバンタダシイコタエ-
作曲:松岡充
2. アウト
作曲:黒柳能生

## 楽曲の収録アルバム
- We (#1)
- ALL SINGLES「A」 (#1)

## タイアップ
- NTV系『THE・サンデー』エンディングテーマ